# Пагани (Италия)
Вижте пояснителната страница за други значения на Пагани.
Пага̀ни (на италиански: Pagani) е град и община в Южна Италия, провинция Салерно, регион Кампания. Разположен е на 35 m надморска височина. Населението на общината е 35 962 души (към 2010 г.).